# UU Возничего
UU Возничего (UU Aurigae, UU Aur) — углеродная звезда, а также двойная звезда в созвездии Возничего. Она расположена на расстоянии примерно 341 пк (1 110 св. лет) от Земли.

## Описание

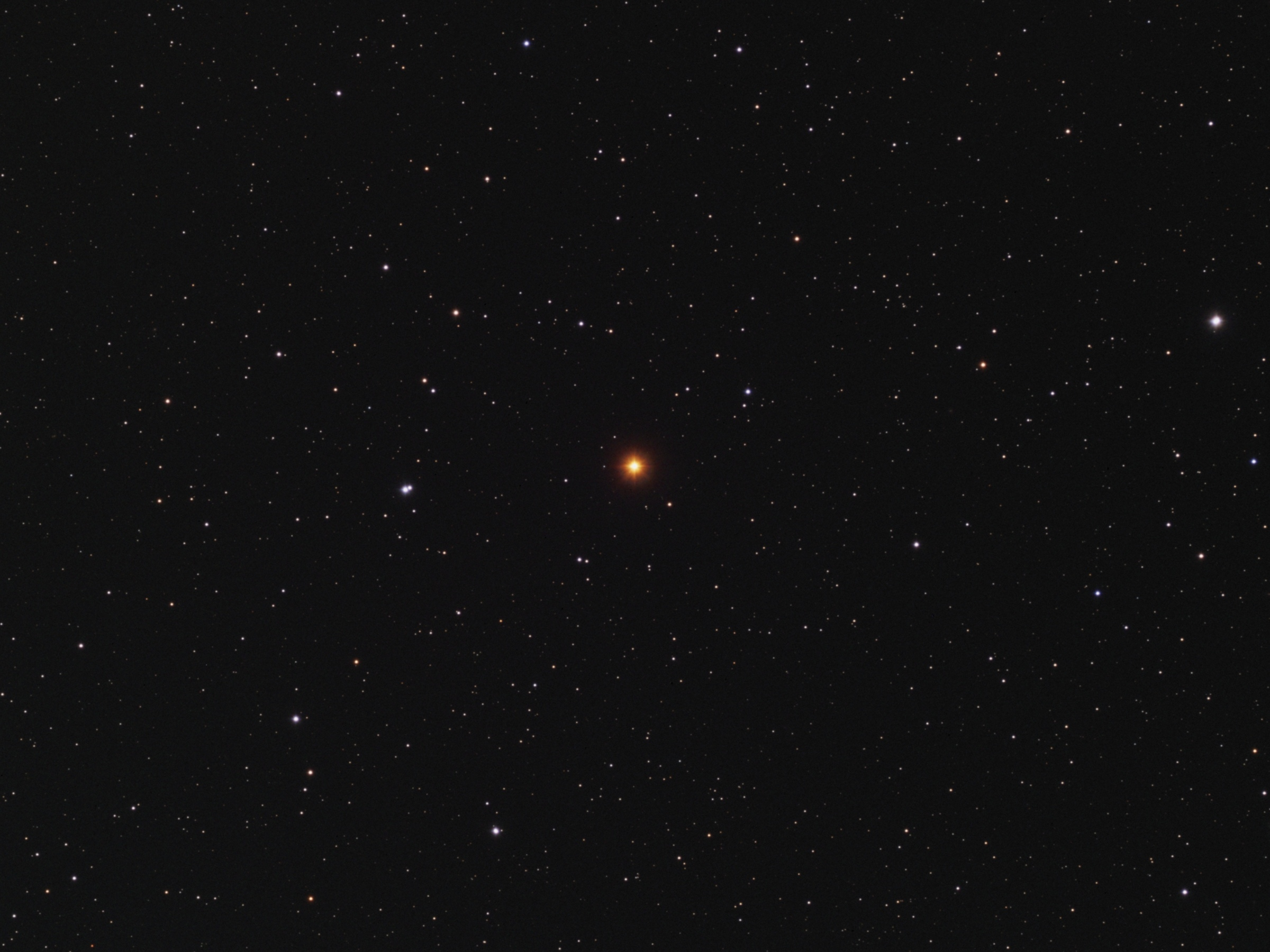
UU Возничего в оптическом диапазоне

UU Возничего — богатая углеродом звезда, лежащая на асимптотической ветви гигантов. Спектральный тип, указанный в Общем каталоге переменных звёзд (ОКПЗ) — C5,3-C7,4(N3). Обозначение N3 относится к более раннему типу классификации, где углеродные звёзды получают спектральные типы N или R, хотя числовой индекс коррелирует больше с численным составом полосы C2 в спектре, а не с температурой. C5-C7 указывает на различные классификации с использованием более новой системы Моргана-Кинана, где числовой индекс лучше соответствует температуре звезды. Типы C5-C7 приблизительно эквивалентны звёздам раннего M-типа. Второй числовой индекс, 3 или 4 для UU Возничего, показывает ширину полос Свана в спектре в масштабе от 1 до 5 . Используя более современную пересмотренную схему Моргана-Кинана, звезде был присвоен спектральный тип C-N5-C2 6-, а C-N5 указывает на углеродную звезду N-типа с температурным индексом 5 и интенсивностью полос Свана 6 —  по шкале от 1 до 8.
UU Возничего классифицируется как полуправильная переменная звезда типа SRb, указывая, что это гигантская звезда с плохо изученными колебаниями вариации её цикла. Её яркость изменяется от величины +4m,9 до +7m,0. Период, как это указывается в ОКПЗ — 441 день, но также существует сильная вторичная вариация яркости с периодом 235 дней. Используя наблюдения Британской астрономической ассоциации с 1971 по 1998 год, периоды определяются как 439,4 и 233,1 дня.
Угловой диаметр системы UU Возничего был определён как 12,07±0,22 mas, с помощью радиоинтерферометра со сверхдлинными базами (VLBI) . Вокруг звезды находится оболочка пыли, состоящая в основном из аморфного углерода и карбида кремния (SiC), причем область в которой зафиксирован SiC составляет три радиуса звезды, а область, в которой зафиксирован аморфный углерод, составляет девять радиусов звезды. Далее идёт ещё довольно богатая углеродом оболочка в 300 звездных радиусов с двумя оболочками, обогащёнными кислородом . UU Возничего также имеет головную ударную волну шириной 0,14 парсек, созданную движением через межзвёздную среду.

## Компоненты системы
UU Возничего является двоенной звездой и  информация об этом приведена в WDS. Цифры после кода первооткрывателя указывают номер конкретной записи в их каталогах.
| Название | Год  | Количество измерений | Позиционный угол | Угловое расстояние | Видимая звёздная величина 1-го компонента | Видимая звёздная величина 2-го компонента | Спектральный класс звёзд | Код открывателя |
| —        | 1878 | 2                    | 222°             | 118.6"             | —                                         | 10.7                                      | C5II                     | BLL 17          |

Информация об открывателе.
| Код открывателя | Открыватель (англ.) | Открыватель (рус.) |
| BLL 17          | Ball, R.S.          | Болл, Р. С.        |